# آيت سليلو (انقوب)
آيت سليلو هي إحدى مشيخات المملكة المغربية، تتبع جغرافيا لإقليم زاكورة وإداريًا لانقوب. يقدر عدد سكانها بـ 3900 نسمة حسب الإحصاء الرسمي للسكان والسكنى لسنة 2004.